# Ingen (Países Baixos)
Ingen (51° 58′ N, 5° 29′ L) é uma cidade dos Países Baixos, na província de Guéldria. Ingen (Netherlands) pertence ao município de Buren, e está situada a 9 km southwest of Veenendaal.
Em 2001, a cidade de Ingen tinha 758 habitantes. A área urbana da cidade é de 0.15 km², e tem 266 residências.
A área de Ingen, que também inclui as partes periféricas da cidade, bem como a zona rural circundante, tem uma população estimada em 1010 habitantes.